# Klinika życia
Klinika życia (cz. Ordinace v růžové zahradě) – czeski serial dramatyczny stworzony przez Lucie Konečną, emitowany na antenie stacji TV Nova. Opowiada o leczeniu pacjentów w prywatnej przychodni ginekologicznej w fikcyjnym miasteczku Kamenice. Opowiada historię życia prywatnego, matek, położników, lekarzy, ich rodzin i przyjaciół.

## Obsada
- Petr Rychlý jako MUDr. Čestmír Mázl
- Ivana Jirešová jako Lucie Hrušková
- Jan Šťastný jako MUDr. Dalibor Frynta
- Zlata Adamovská jako MUDr. Běla Valšíková
- Lenka Zahradnická jako Alenka Veverková
- Petr Vágner jako Radim Novák
- Pavel Batěk jako MUDr. Lukáš Beneš
- Veronika Jeníková jako Vendulka Čížková
- Anna Stropnická jako Anička Fryntová
- Markéta Plánková jako MUDr. Magda Tárová
- Lucie Černíková jako Dorka Poláková
- Ben Cristovao jako Max Suchý
- Sandra Nováková jako Gábina Šímová
- Jiří Langmajer jako MUDr. Tomáš Hruška
- Josef Pejchal jako MUDr. Adam Suk
- Ladislav Ondřej jako Jakub Mázl
- Daniela Šinkorová jako MUDr. Gita Petrová
- Ladislav Potměšil jako MUDr. Aleš Čížek
- Filip Tomsa jako Filip Vajner
- Petr Štěpánek jako Eduard Valšík
- Lucie Zedníčková jako JUDr. Naďa Růžičková
- David Prachař jako Pavel Vácha
- Veronika Nová jako Sylva Petrová
- Roman Zach jako MUDr. Michal Šebek
- Milan Bahúl jako MUDr. Vladimír Pusenský
- Linda Rybová jako Kamila Váchová
- Martin Holec jako Marek Barna
- Magdalena Zimová jako Míša Prouzová
- Oliver Cox jako Martin Vácha
- Kristýna Nováková jako Martina Tvrdíková
- Martin Písařík jako MUDr. Oskar Všetečka
- Barbora Munzarová jako MUDr. Pavla Barnová
- Dana Syslová jako Evelýna Šebková
- Dana Verzichová jako Daniela
- Jitka Čvančarová jako Markéta Vorlová
- Kristýna Kociánová jako Mirka
- Monika Zoubková jako MUDr. Tereza Valšíková
- Miriam Kantorková jako Bobina Tomanová

## Nagrody i nominacje
TýTý 2008
- serial roku

TýTý 2010
- nominacja: serial roku